# Ophiura fallax
Ophiura fallax is een slangster uit de familie Ophiuridae.
De wetenschappelijke naam van de soort werd in 1959 gepubliceerd door Gustave Cherbonnier.